# Koninklijke Gentse Schaakkring Ruy Lopez
De Koninklijke Gentse Schaakkring Ruy Lopez is een schaakclub uit Gent.

## Geschiedenis
De schaakclub is ontstaan in 1966 uit een fusie van twee oudere schaakclubs: De "Koninklijke Gentse Schaakkring" en "Schaakkring Ruy Lopez". De eerste werd gesticht in 1900 als "Cercle des Echecs de Gand", de tweede werd gesticht in 1939.